# خورشیدگرفتگی ۳ اوت ۲۰۹۲
خورشیدگرفتگی ۳ اوت ۲۰۹۲ (به انگلیسی: Solar eclipse of August 3, 2092) یک خورشیدگرفتگی از نوع خورشیدگرفتگی حلقه‌ای است. این خورشیدگرفتگی در تاریخ ۳ اوت ۲۰۹۲ میلادی (‎۱۳ مرداد ۱۴۷۱ خورشیدی) روی خواهد داد که زمان اوج آن، ساعت ۹:۵۹:۳۳ به‌وقت ساعت هماهنگ جهانی است. مدت زمان و طول این خورشیدگرفتگی ۲ دقیقه و ۳۱ ثانیه خواهد بود.